# Fernando Torres
Fernando José Torres Sanz (ur. 20 marca 1984 w Fuenlabrada) – hiszpański piłkarz, który występował na pozycji napastnika. Nosił przydomek „El Niño”. Były reprezentant Hiszpanii, z którą zdobył Mistrzostwo Świata 2010 oraz Mistrzostwo Europy 2008 i 2012. Obecny trener Atlético Madrid Juvenil A.
Torres zaczął karierę w Atlético Madryt, w którym występował we wszystkich młodzieżowych drużynach. W pierwszym zespole zadebiutował w 2001, łącznie zagrał w 174 meczach Primera División, strzelając 75 goli. Wcześniej przez dwa sezony reprezentował barwy klubu w Segunda División, zaliczając 40 spotkań, w których zdobył siedem bramek. W 2007 odszedł do Liverpoolu stając się najdroższym piłkarzem w historii angielskiego klubu. W debiutanckim sezonie zdobył ponad 20 goli w lidze, czego ostatnio dokonał Robbie Fowler w sezonie 1995/1996. W grudniu 2009 roku strzelił 50 bramkę w lidze i został najszybszym zawodnikiem, który tego dokonał. W styczniu 2011 roku Torres przeszedł z Liverpoolu do Chelsea F.C. za szóstą co do wysokości kwotę w historii futbolu 58,5 mln euro. W 2015 roku został zawodnikiem klubu A.C. Milan, po czym ponownie reprezentował barwy ekipy ze stolicy Hiszpanii. W 2018 roku przeszedł do Sagan Tosu. W czerwcu 2019 zakończył karierę piłkarską.
Występował w reprezentacji Hiszpanii, w której zadebiutował w meczu przeciwko Portugalii w 2003. Z drużyną narodową wziął udział w Mistrzostwach Europy 2004, Mistrzostwach Świata 2006, Mistrzostwach Europy 2008, Mistrzostwach Świata 2010, Mistrzostwach Europy 2012 i Mistrzostwach Świata 2014. Nie strzelił gola na turnieju w 2004, dwa lata później trzykrotnie trafił do siatki. Na Euro 2008 zdobył dwie bramki, w tym zwycięską w wygranym 1:0 finale z Niemcami. Cztery lata później strzelił trzy bramki, w tym jedną w finałowym meczu z Włochami. Na Mistrzostwach Świata 2014 wystąpił w trzech meczach zdobywając jednego gola.

## Dzieciństwo i początki kariery
Urodzony 20 marca 1984, jest trzecim dzieckiem Flori i José. Siostra Mari Paz przyszła na świat osiem lat wcześniej, a brat Israel siedem lat przed zawodnikiem. Piłką nożną zaczął interesować się jako dziecko. W wieku 5 lat dołączył do swojego pierwszego zespołu, Parque 84. Jego dziadek nie był wielkim fanem futbolu, pomimo to zagorzale kibicował Atlético Madryt, do którego miłość zaszczepił w Torresie.
Początkowo Hiszpan chciał być bramkarzem, na tej pozycji grał jego starszy brat. Mając siedem lat zaczął regularnie występować na pozycji napastnika w halowym zespole dziecięcym Mario’s Holland. Trzy lata później, w wieku 10 lat, trafił do Rayo 13, występującej w rozgrywkach drużyn składających się z jedenastu zawodników. Po sezonie, w którym strzelił 55 goli, Torres został jednym z trzech zawodników zespołu, którzy zostali wysłani na próbne testy do Atlético Madryt. Swoją grą zrobił wrażenie na skautach i w 1995, w wieku 11 lat, dołączył do klubu. Rok później Torres otrzymał ofertę przenosin do Realu Madryt, rywala Atlético, którą odrzucono.

## Kariera klubowa

### Atlético Madryt

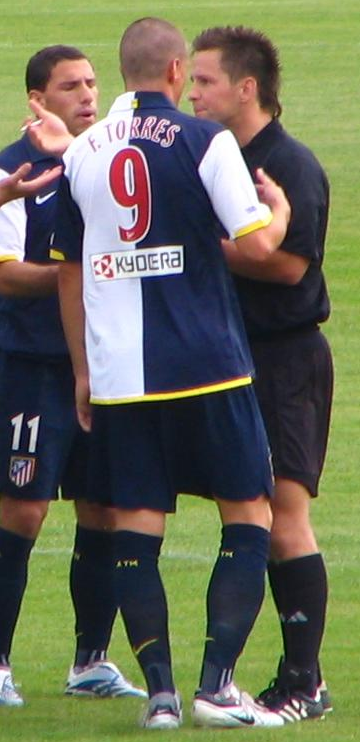
Torres w trakcie dyskusji z sędzią podczas meczu Atlético

Trzy lata po przyjściu do drużyny, zwyciężył z zespołem w międzynarodowym turnieju U-15 Nike Cup. Po zakończeniu zawodów został uznany za najbardziej utalentowanego piłkarza Europy w swojej kategorii wiekowej. W 1999 otrzymał wartą 2 miliony euro ofertę przenosin do Valencii, którą odrzucono, a z zawodnikiem podpisano profesjonalny kontrakt z klauzulą sprzedaży za trzy miliony euro. Pierwszy rok gry spędził w młodzieżowym zespole, a następny sezon rozpoczął w Honour Divison. Rozgrywki zaczęły się dla niego pechowo, gdyż we wrześniu złamał nogę i pauzował do grudnia. W przygotowaniach do kolejnego sezonu trenował z pierwszym zespołem, w którym ostatecznie zadebiutował 27 maja 2001 na Vicente Calderón wchodząc na murawę w 65. minucie spotkania z CD Leganés. W czasie występu miał 17 lat i 68 dni, co uczyniło go najmłodszym debiutantem w historii klubu. Tydzień później zdobył swojego pierwszego ligowego gola w spotkaniu przeciwko Albacete Balompié, a Atlético zakończyło rozgrywki poza miejscem premiującym awans do Primera División.
W kolejnym sezonie, w którym to Torres wystąpił w 36 spotkaniach, zespół wywalczył promocję do pierwszej ligi. Pierwszy sezon w Primera División Hiszpan zakończył z 29 występami i 12 zdobytymi golami, a Atlético uplasowało się na 11. miejscu. W kolejnym sezonie Torres poprawił swoje osiągnięcie z poprzednich rozgrywek, strzelając 19 bramek w 35 ligowych spotkaniach, co dało mu trzecie miejsce w klasyfikacji strzelców. W wieku 19 lat został najmłodszym kapitanem w historii klubu. Atlético nie zdołało się zakwalifikować do Pucharu UEFA, ale dzięki zajęciu w lidze 7. pozycji uzyskało awans do Pucharu Intertoto. W spotkaniu z OFK Beograd zdobył dwa gole, które były jego pierwszymi w europejskich pucharach. Atlético dotarło do finału, w którym przegrało po rzutach karnych z Villarreal CF. W 2005 sprowadzeniem Torresa zainteresowana była Chelsea, ale prezes hiszpańskiego klubu Enrique Cerezo nie wyraził zgody na transfer. Cerezo ogłosił w styczniu 2006 roku, że klub jest gotów rozważyć oferty za zawodnika, a sam Torres stwierdził, że w marcu otrzymał ofertę od Newcastle United.
Po Mistrzostwach Świata 2006, w których Torres dotarł z reprezentacją do 1/8 finału, Chelsea ponownie zaczęła starania o pozyskanie zawodnika, ale ten zdecydował, że jeszcze przez rok pozostanie w Atlético. W następnym sezonie, w którym zdobył w lidze 14 bramek, na nowo rozpoczęły się spekulacje dotyczące przyszłości piłkarza po tym, jak Atlético nie zakwalifikowało się do Pucharu UEFA. Według angielskich mediów Hiszpan był głównym celem transferowym Liverpoolu. Kilka dni później poinformowano, że kluby doszły do porozumienia; kwota transferu wyniosła 25 milionów funtów, a do Atlético w ramach transakcji odszedł Luis García. 30 czerwca Atlético ogłosiło pozyskanie z Villarrealu Diego Forlána, jeszcze przed oficjalnym podpisaniem kontraktu Torresa z Liverpoolem. 2 lipca zawodnik sfinalizował umowę z angielskim klubem. Następnego dnia piłkarz pomyślnie przeszedł testy medyczne, po których powrócił do Madrytu na pożegnalną konferencję prasową. Z momentem podpisania umowy Torres stał się najdroższym piłkarzem w historii Liverpoolu.

### Liverpool

#### Sezon 2007/2008

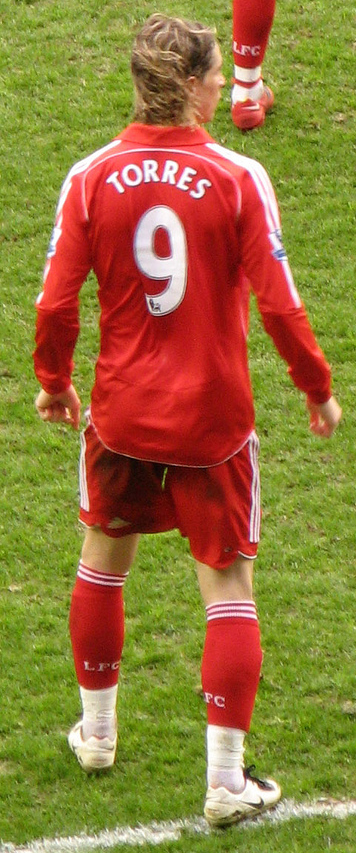
Torres w meczu Liverpoolu z Middlesbrough 23 lutego 2008, w którym zdobył hat-tricka

Po transferze do Liverpoolu wielu ekspertów piłkarskich twierdziło, że kwota transferu była za wysoka na zawodnika, który nie zdobywał wielu bramek w lidze hiszpańskiej. Torres zadebiutował w Liverpoolu 11 sierpnia 2007 w wygranym 2:1 wyjazdowym meczu z Aston Villą. Premierowy występ dla klubu w Lidze Mistrzów zanotował cztery dni później w zakończonym zwycięstwem 1:0 spotkaniu z Toulouse FC, wchodząc na murawę w 79. minucie. Pierwszego gola w Premier League zdobył 19 sierpnia w debiucie na Anfield, w 16. minucie meczu z Chelsea. Pierwszego hat-tricka strzelił 25 września 2007 w wygranym 4:2 meczu Pucharu Ligi Angielskiej z Reading. Pierwszą bramkę w Lidze Mistrzów zdobył w swoim trzecim występie w tych rozgrywkach, w zakończonym wynikiem 4:1 pojedynku z FC Porto. Torres w tamtym spotkaniu zdobył dwa gole. 11 grudnia Torres zdobył bramkę w meczu z Olympique Marsylia, która później została wybrana bramką sezonu strzeloną przez Liverpool.
Torres został wybrany najlepszym piłkarzem lutego w Premier League, a podstawę do wręczenia nagrody Hiszpanowi stanowiły cztery strzelone gole w dwóch ligowych występach, w tym hat-trick w spotkaniu z Middlesbrough, 23 lutego 2008. Ten i kolejne trzy gole zdobyte w zakończonym zwycięstwem 4:0 meczu z West Ham United sprawiły, że stał się czwartym graczem w historii Liverpoolu, któremu udało się strzelić hat-tricka w dwóch kolejnych spotkaniach na własnym boisku. W 33 kolejkach Premier League zdobył 21 bramek, jako pierwszy od czasów Robbiego Fowlera przekraczając granicę 20 trafień w sezonie. W kwietniu zdobył kolejnego gola w Lidze Mistrzów, w rewanżowym spotkaniu z Arsenalem w ramach ćwierćfinału, przyczyniając się do awansu zespołu do dalszej fazy rozgrywek. Było to jego 29 trafienie w sezonie, dzięki czemu pobił rekord byłego zawodnika Liverpoolu, Michaela Owena. 11 kwietnia 2008 Torres został nominowany do nagrody Piłkarza Roku Ligi Angielskiej, którą ostatecznie otrzymał zawodnik Manchesteru United Cristiano Ronaldo. Hiszpan otrzymał także nominację do nagrody Młodego Piłkarza Roku Ligi Angielskiej, której laureatem został gracz Arsenalu Cesc Fàbregas. Wybrano go również do Jedenastki Roku Ligi Angielskiej. W maju w plebiscycie na Piłkarza Roku Ligi Angielskiej według Dziennikarzy zajął drugie miejsce.
4 maja 2008 Torres strzelił gola w 57. minucie spotkania z Manchester City, zdobywając bramkę w ósmym kolejnym meczu ligowym na własnym boisku. Wyrównał tym samym klubowy rekord Rogera Hunta. Po strzeleniu 24 ligowej bramki w ostatnim meczu sezonu, wygranym 2:0 z Tottenham Hotspur, został najskuteczniejszym zagranicznym debiutantem w historii Premier League, poprawiając poprzedni rekord należący do Ruuda Van Nistelrooya (23 trafienia). Rozgrywki zakończył na drugim miejscu ex aequo z Emmanuelem Adebayorem w klasyfikacji strzelców ligi. Po zakończeniu został wybrany przez kibiców najlepszym piłkarzem Liverpoolu w sezonie 2007/2008.
Pod koniec maja media spekulowały, że Chelsea zamierza złożyć opiewającą na 50 milionach funtów ofertę za Hiszpana, jednak sam zawodnik stwierdził, że nie zamierza w najbliższej przyszłości opuszczać klubu. Prezes Liverpoolu Tom Hicks również negatywnie odniósł się do tego pomysłu, twierdząc, że Torres nie zostanie sprzedany za żadną cenę.

#### Sezon 2008/2009

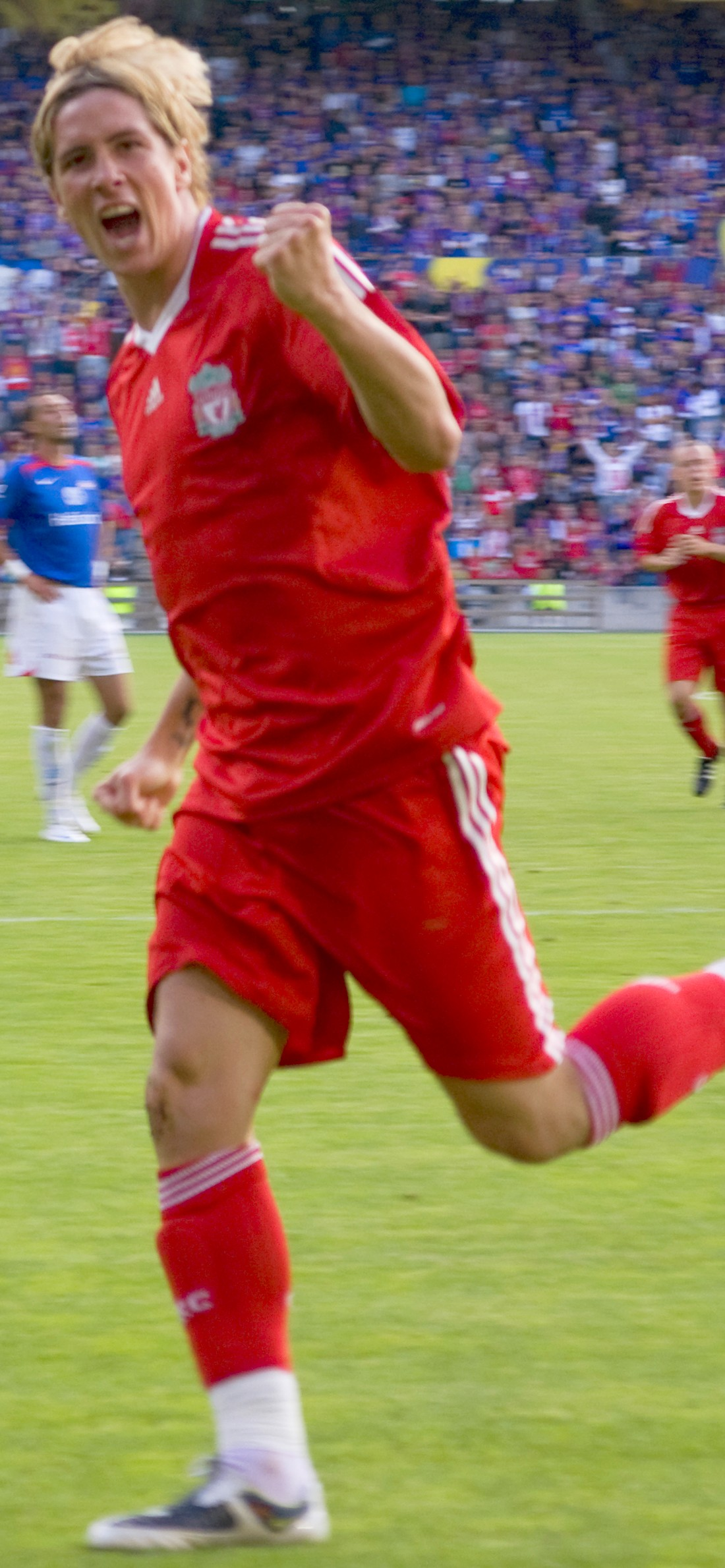
Torres cieszący się po zdobytej bramce

Hiszpan obiecująco rozpoczął sezon 2008/2009, strzelając gola w wygranym 1:0 wyjazdowym spotkaniu z Sunderlandem. 31 sierpnia 2008 zerwał ścięgna podkolanowego w zremisowanym 0:0 meczu z Aston Villą, która miała go wykluczyć z gry na trzy tygodnie. Na boisko powrócił 16 września, występując w wygranym meczu z Olympique Marsylia w Lidze Mistrzów. 27 września zdobył dwie bramki w wygranych 2:0 derbach Merseyside. Następnie wygranym 3:2 meczu z Manchesterem City strzelił dwa gole, przy czym pierwszy z nich był 1000 bramką zdobytą przez Liverpool w Premier League od momentu założenia tej ligi w 1992 roku. 22 października Liverpool rozegrał mecz z byłym klubem Torresa, Atlético w ramach rozgrywek grupowych Ligi Mistrzów na Vicente Calderon, jednak kontuzja więzadła Hiszpana, której doznał w meczu reprezentacji Hiszpanii z Belgią uniemożliwiła mu grę w spotkaniu. 27 października został wybrany do najlepszej drużyny sezonu 2007/08 według FIFPro.
Do gry po kontuzji powrócił w wygranym 3:0 meczu z West Bromwich Albion, wchodząc na murawę w 72. minucie. Na początku listopada Torres przyznał, że chciałby przed zakończeniem kariery powrócić do Atlético. 26 listopada w wygranym 1:0 meczu Ligi Mistrzów z Olympique Marsylia doznał urazu ścięgna, która miała go wykluczyć z gry na okres od dwóch do czterech tygodni. 2 grudnia w plebiscycie France Football na najlepszego piłkarza Europy roku 2008 zajął trzecie miejsce, ustępując Leo Messiemu i zwycięzcy Cristiano Ronaldo. Następnie Torres został nominowany do nagrody Piłkarza Roku FIFA. W plebiscycie tym zajął ostatecznie trzecie miejsce, ustępując tak samo jak w przypadku Złotej Piłki Leo Messiemu i zwycięzcy Cristiano Ronaldo. 3 stycznia 2009 powrócił do gry po kontuzji, kiedy to wystąpił w wygranym 2:0 spotkaniu Pucharu Anglii z Preston North End, i zdołał zdobyć swoją pierwszą bramkę w rozgrywkach, ustanawiając w 93. minucie wynik meczu. 1 lutego w wygranym 2:0 meczu z Chelsea Torres zdobył obydwie bramki dla swojego zespołu. Mimo iż półtora roku w klubie, Torres znalazł się na 50. miejscu na liście 50 najlepszych graczy Liverpoolu według The Times.

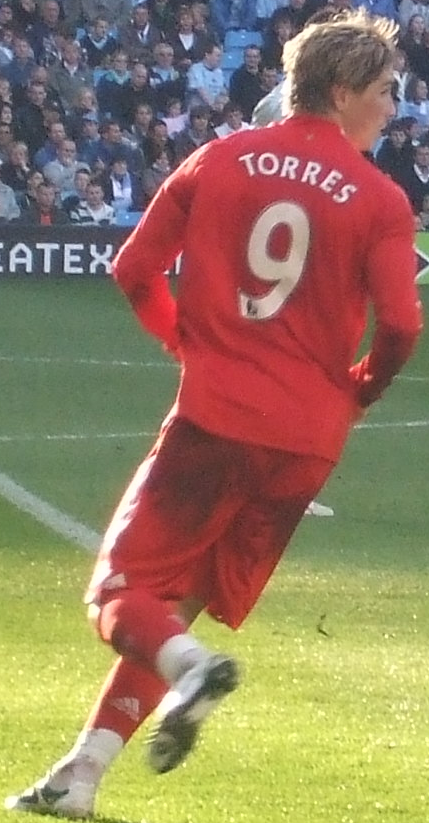
Torres podczas meczu z Manchesterem City, 5 października 2008

10 marca Liverpool grał z Realem Madryt w 1/8 Lidze Mistrzów. Torres mimo urazu stawu skokowego mógł zagrać w tym meczu, ponieważ przed tym spotkaniem otrzymał zastrzyk znieczulający. Torres zdobył pierwszą bramkę w tym meczu, a Liverpool wygrał 4:0 i awansował do dalszej fazy rozgrywek. Cztery dni później zdobył wyrównującą bramkę w wygranym 4:1 spotkaniu z Manchesterem United. 26 kwietnia po raz drugi znalazł się w Jedenastce Sezonu Premier League. W ostatnim meczu sezonu z Tottenhamem Hotspur, wygranym 3:1, strzelił 50. bramkę dla klubu, a Liverpool zajął ostatecznie drugie miejsce w tabeli, ustępując Manchesterowi United.

#### Sezon 2009/2010
28 maja 2009 roku Torres zaakceptował nowy kontrakt z klubem, który podpisał 14 sierpnia. Dzięki tej umowie zarobki piłkarza zwiększyły się do 110 tysięcy funtów na tydzień, a Hiszpan będzie mógł przedłużyć kontrakt o jeden rok po tym jak wygaśnie w 2013 roku. 19 września Torres zdobył dwie bramki w wygranym 3:2 meczu z West Ham United. Tydzień później, w wygranym 6:1 meczu z Hull City zdobył hat-tricka. Po zdobyciu pięciu bramek w lidze i przewodzenia w klasyfikacji najlepszych strzelców Premier League, Torres został wybrany najlepszym graczem września w Premier League. 25 października zdobył pierwszą bramkę w wygranym 2:0 meczu z Manchesterem United. Po tym spotkaniu Benítez pochwalił go, mówiąc: Czekaliśmy na to ostatnie podanie, kiedy Torres doszedł do piłki, wiedzieliśmy, że zdobędzie gola.
16 grudnia Torres wystąpił w meczu z Wigan Athletic. Był to jego setny występ dla Liverpoolu. Sześć dni później po raz drugi został wybrany do najlepszej drużyny sezonu według FIFPro. 29 grudnia w meczu z Aston Villą Torres w doliczonym czasie gry zdobył zwycięską bramkę dla Liverpoolu. Był to jego 50 gol w lidze dla Liverpoolu i zarazem najszybciej strzelone 50 bramek w historii klubu i Premier League. 13 stycznia 2010 roku w meczu Pucharu Anglii z Reading doznał kontuzji kolana, która miała go wykluczyć z gry na sześć tygodni. Na boisko powrócił 21 lutego, kiedy to wystąpił w zremisowanym 0:0 meczu z Manchesterem City. W marcu 2010 roku pojawiły się spekulacje o odejściu Torresa w letnim okienku transferowym, jednak piłkarz zaprzeczył tym pogłoskom mówiąc: Moje miejsce jest w Liverpoolu i Anglii. Ciągle mam jeszcze trzy lata do wygaśnięcia kontraktu. W kwietniu kontuzja kolana, której doznał w styczniu odnowiła się. Wykluczyła go z meczu z Fulham (0:0), rozegranego 11 kwietnia. Torres zdecydował się na wizytę u lekarza-specjalisty.

### Chelsea

#### Sezon 2010/2011

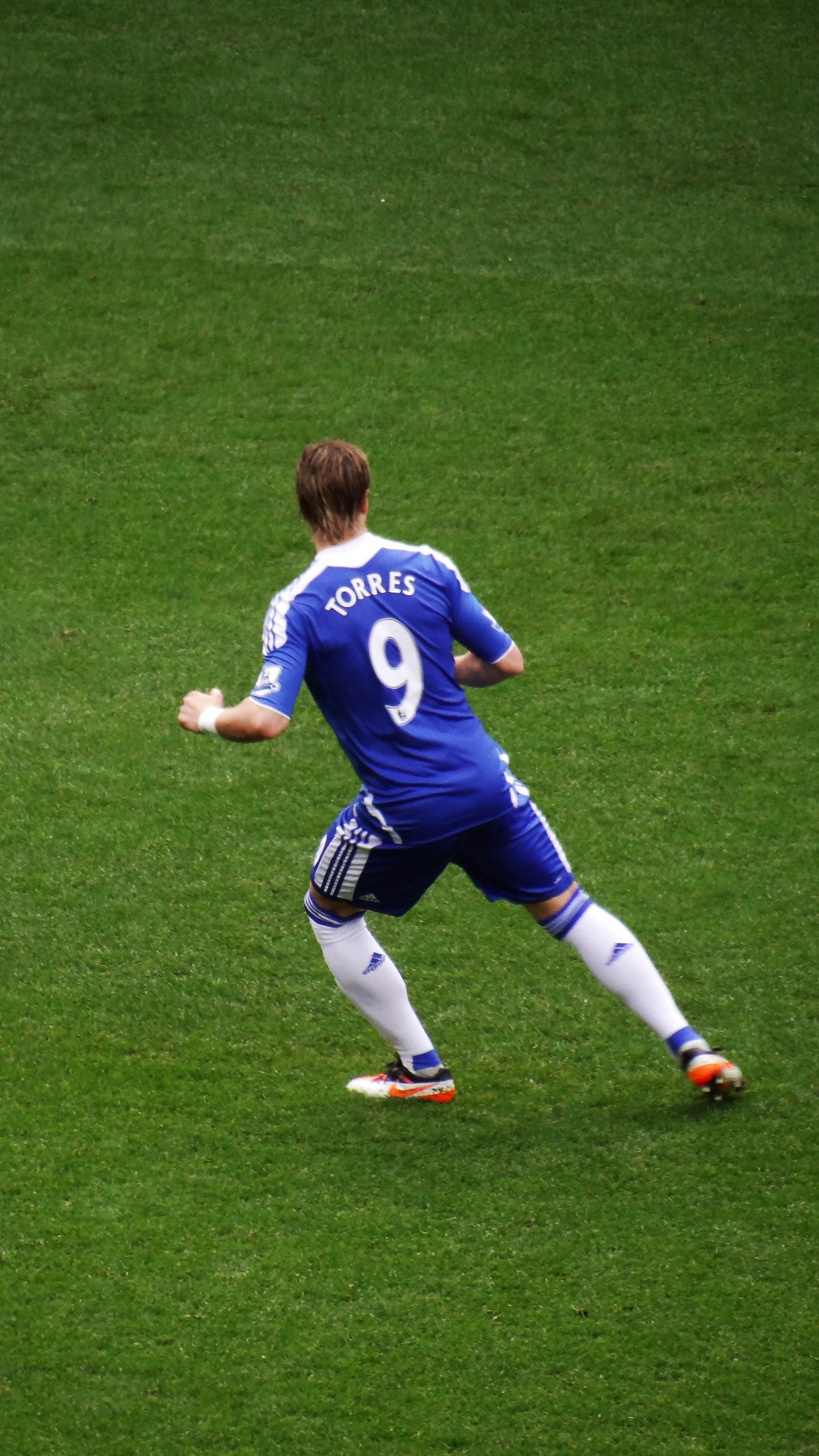
Torres w jednym z meczów ligowych w barwach Chelsea.

27 stycznia 2011 Chelsea oficjalnie wyraziła swoje zainteresowanie Torresem przez złożenie Liverpoolowi pierwszej oferty opiewającej na 40 mln funtów, odrzuconej przez The Reds. Następnego dnia sam zawodnik poprosił klub o pozwolenie na transfer do londyńskiej drużyny – Liverpool ponownie nie wydał zgody na przenosiny. Transfer doszedł do skutku w trakcie zimowego okienka transferowego 31 stycznia 2011, za szóstą w historii futbolu najwyższą kwotę – 50 mln funtów (58,5 mln euro) (Real Madryt zapłacił 94 mln euro za Cristiano Ronaldo, 73,5 mln za Zinedine Zidane'a, FC Barcelona 69,5 mln za Ibrahimovicia oraz Real 65 mln za Kakę i 60 mln za Figo). Strony podpisały 5,5 letni kontrakt. Pierwszą bramkę dla Chelsea zdobył w wygranym spotkaniu z West Ham United – swoim dziesiątym meczu w Premier League dla tego klubu, kończąc okres 903 minut bez trafienia. Do końca sezonu Hiszpan nie strzelił już bramki i sezon zakończył z 14 spotkaniami i jednym golem.

#### Sezon 2011/2012
Torres zaczął sezon jako podstawowy gracz. Jednak jego niemoc strzelecka zmusiła nowego trenera klubu André Villas-Boasa na odesłanie go na ławkę rezerwowych. Pierwszą bramkę w sezonie ligowym zdobył w przegranym 1:3 wyjazdowym meczu z Manchesterem United. Swój dorobek o gola powiększył w następnym spotkaniu z Swansea. W tym samym spotkaniu obejrzał bezpośrednią czerwoną kartkę po faulu dwiema nogami na Marku Gowerze. 19 października 2011 zdobył dwa gole w wygranym 5:0 spotkaniu Ligi Mistrzów przeciwko Racingowi Genk. Kolejne miesiące były dla Torresa fatalne. Przez ponad 5 miesięcy nie trafił do siatki rywala. Na jego kolejną bramkę trzeba było czekać do 18 marca 2012 roku. El Niño zdobył wtedy dwa gole w Pucharze Anglii w meczu z Leicester City, kończąc tym samym serię 24 spotkań bez trafienia. 31 marca 2012 zdobył swoją trzecią bramkę w sezonie ligowym w meczu z Aston Villa. 24 kwietnia podczas drugiego, półfinałowego meczu Ligi Mistrzów z FC Barcelona strzelił bramkę na 2:2, czym ostatecznie przypieczętował awans The Blues do finału Ligi Mistrzów. W pierwszym meczu półfinałowym Chelsea wygrała na swoim stadionie 1:0. Pięć dni później Fernando ustrzelił hat-tricka w wygranym 6:1 spotkaniu z Queens Park Rangers. 19 maja wygrał z klubem Ligę Mistrzów, pokonując po rzutach karnych Bayern Monachium. Torres wszedł na boisko w 85. minucie zmieniając Salomona Kalou. Hiszpan wywalczył rzut rożny po którym padła bramka na 1:1.

#### Sezon 2012/2013
Sezon dla Chelsea rozpoczął się meczem o Tarczę Wspólnoty z Manchesterem City. Torres zdobył w nim gola otwierającego wynik spotkania, jednak The Blues przegrali 2:3. W Premier League El Niño rozpoczął strzelanie w 2 kolejce z Reading – gol Hiszpana dał prowadzenie The Blues 3:2. Trafiał również w spotkaniach z Newcastle United, Arsenalem i Norwich City, przyczyniając się do objęcia przez Chelsea prowadzenia w ligowej tabeli na początku sezonu. 25 września Torres zdobył bramkę w wysoko wygranym 6:0 spotkaniu przeciwko Wolverhampton w Pucharze Ligi Angielskiej. W ligowym spotkaniu 28 października 2012 Torres został odesłany do szatni po otrzymaniu dwóch żółtych kartek, w tym drugiej za symulowanie, a osłabiona Chelsea przegrała 3:2 z Manchesterem United.
Pierwszą bramkę w rozgrywkach Ligi Mistrzów w sezonie 2012/2013 zdobył w spotkaniu z Szachtarem Donieck, wbijając do bramki piłkę odbitą przez Andrija Piatowa. 21 listopada 2012 na stanowisku menedżera Roberta Di Matteo zastąpił Rafa Benítez, który już trenował Torresa w Liverpoolu. Z nowym trenerem wiązano duże nadzieje i liczono na poprawę gry Hiszpana. Torres zakończył 11-godzinną serię bez gola w spotkaniu Ligi Mistrzów z FC Nordsjælland, trafiając do siatki dwukrotnie – były to zarazem ostatnie trafienia Hiszpana w tej edycji Ligi Mistrzów, gdyż Chelsea zajęła 3. miejsce w grupie E (za Juventusem i Szachtarem) i nie awansowała do fazy pucharowej rozgrywek. Trzy dni później zdobył kolejne dwie bramki, tym razem w lidze w wygranym 3:1 spotkaniu z Sunderlandem, przerywając złą passę 8 meczów ligowych Hiszpana bez gola. Strzelił też w półfinałowym spotkaniu Klubowych Mistrzostw Świata w Piłce Nożnej 2012 przeciwko meksykańkiemu CF Monterrey i trzy dni później zaliczył występ w przegranym 1:0 finale z brazylijskim Corinthians Paulista.
Trzecie miejsce w grupie Ligi Mistrzów pozwoliło The Blues na grę w fazie pucharowej Ligi Europy. W tych rozgrywkach Torres rozpoczął strzelanie od 1/16 gdzie londyńczycy zmierzyli się ze Steauą Bukareszt. Dzięki tej bramce ustanowił klubowy rekord – w jednym sezonie trafiał do bramki w 7 różnych rozgrywkach. W Lidze Europy strzelał gole również w meczach ćwierćfinałowych z Rubinem Kazań (trzykrotnie) i półfinałowym z FC Basel (jedna bramka). W zwycięskim 2:1 finale z Benfiką Hiszpan strzelił pierwszą bramkę meczu. W 9 spotkaniach Ligi Europy w sezonie 2012/2013 El Niño zdobył 6 bramek. W ostatnim meczu sezonu ligowego z Evertonem Torres zdobył zwycięską bramkę na 2:1 – swoją pierwszą w tych rozgrywkach w kalendarzowym 2013 roku – i zakończył sezon z 22 trafieniami we wszystkich rozgrywkach zostając najlepszym strzelcem drużyny.

#### Sezon 2013/2014
Torres został wybrany do wyjściowej jedenastki przeciwko Hull City A.F.C. przez José Mourinho w pierwszym meczu sezonu 2013/14. Swojego pierwszego gola w sezonie 2013/2014 strzelił w meczu o Superpuchar Europy przeciwko Bayernowi Monachium. 28 września został zawieszony po otrzymaniu dwóch żółtych kartek w zremisowanym meczu ligowym z Tottenhamem na White Hart Lane. 22 października 2013 po raz setny wystąpił w koszulce Chelsea przeciwko FC Schalke 04 w meczu Ligi Mistrzów strzelając dwie bramki w wygranym meczu 3:0. 27 października strzelił swojego pierwszego gola w sezonie ligowym w 93 minucie spotkania z Manchesterem City (2:1) dając tym samym zwycięstwo The Blues. W tym samym meczu asystował przy trafieniu André Schürrle na 1:0. 14 grudnia Hiszpan otworzył wynik spotkania w zwycięskim meczu z Crystal Palace F.C. (2:1). 27 kwietnia w meczu ligowym przeciwko FC Liverpool znalazł się w okazji sam na sam z bramkarzem, lecz wybrał podanie do Williana, który podwyższył wynik spotkania na 2:0. 30 kwietnia w meczu Ligi Mistrzów Torres strzelił gola swojemu byłemu klubowi Atlético Madryt, jednak mecz zakończył się przegraną Chelsea 1:3. Ostatniego gola w sezonie zdobył przeciwko Cardiff City F.C. w ostatniej kolejce Premier League. Torres sezon zakończył z 11 golami w 44 spotkaniach wszystkich rozgrywek.

### Powrót do Atlético
29 grudnia 2014 mistrzowie Hiszpanii poinformowali o wypożyczeniu Fernando Torresa z A.C. Milan do końca sezonu 2015/2016. Na oficjalną prezentację zawodnika na Vicente Calderón, która odbyła się 4 stycznia, przybyło 45 tys. widzów. Swój pierwszy mecz po powrocie do zespołu z Madrytu zagrał już trzy dni później, w meczu 1/8 finału Pucharu Króla z Realem Madryt. Atlético wygrało 2:0 przy znikomym wkładzie Torresa. W spotkaniu rewanżowym Torres trafiał dwukrotnie – w 1. i 46. minucie meczu. Mecz zakończył się wynikiem 2:2, dzięki czemu Atlético awansowało do 1/4 Pucharu Króla. W lutym 2016 zdobył swoją setną bramkę w barwach Atlético w wygranym 3:1 ligowym spotkaniu z SD Eibar.
Po zakończeniu okresu wypożyczenia do A.C. Milan w lipcu 2016 Torres podpisał roczny kontrakt z Atlético. W związku z zakazem transferowym klubu z Madrytu do stycznia 2018, w lipcu 2017 Torres zgodził się na kolejny roczny kontrakt z Rojiblancos. 15 października 2017 rozegrał 300. ligowe spotkanie w hiszpańskiej piłce, z czego 260 w najwyższej klasie rozgrywkowej, a 40 w Segunda División.
W spotkaniu ligowym z Levante UD 15 kwietnia 2018 Torres zdobył swoją setną bramkę w Primera División. 16 maja 2018 wystąpił w zwycięskim finale Ligi Europy przeciwko Olympique Marsylia, zmieniając Antoine'a Griezmanna w doliczonym czasie gry. W ostatnim meczu w barwach Atletico, przeciwko SD Eibar, Torres trafił do siatki dwukrotnie, a spotkanie zakończyło się remisem 2:2.

### Sagan Tosu
10 lipca 2018 Fernando Torres przeniósł się do występującego w J1 League Sagan Tosu, wiążąc się z klubem na 1,5 roku z opcją przedłużenia o kolejny rok. Łącznie w 35 ligowych występach w Sagan Tosu zdobył 5 bramek, przechodząc w tym czasie przez 6-miesięczny okres bez zdobytego gola. W czerwcu 2019 ogłosił zakończenie piłkarskiej kariery zawodniczej. Pożegnalny mecz rozegrał 23 sierpnia 2019, w którym drużyna z Tosu przegrała 1:6 z Vissel Kobe z Andrésem Iniestą i Davidem Villą w składzie.

## Kariera reprezentacyjna

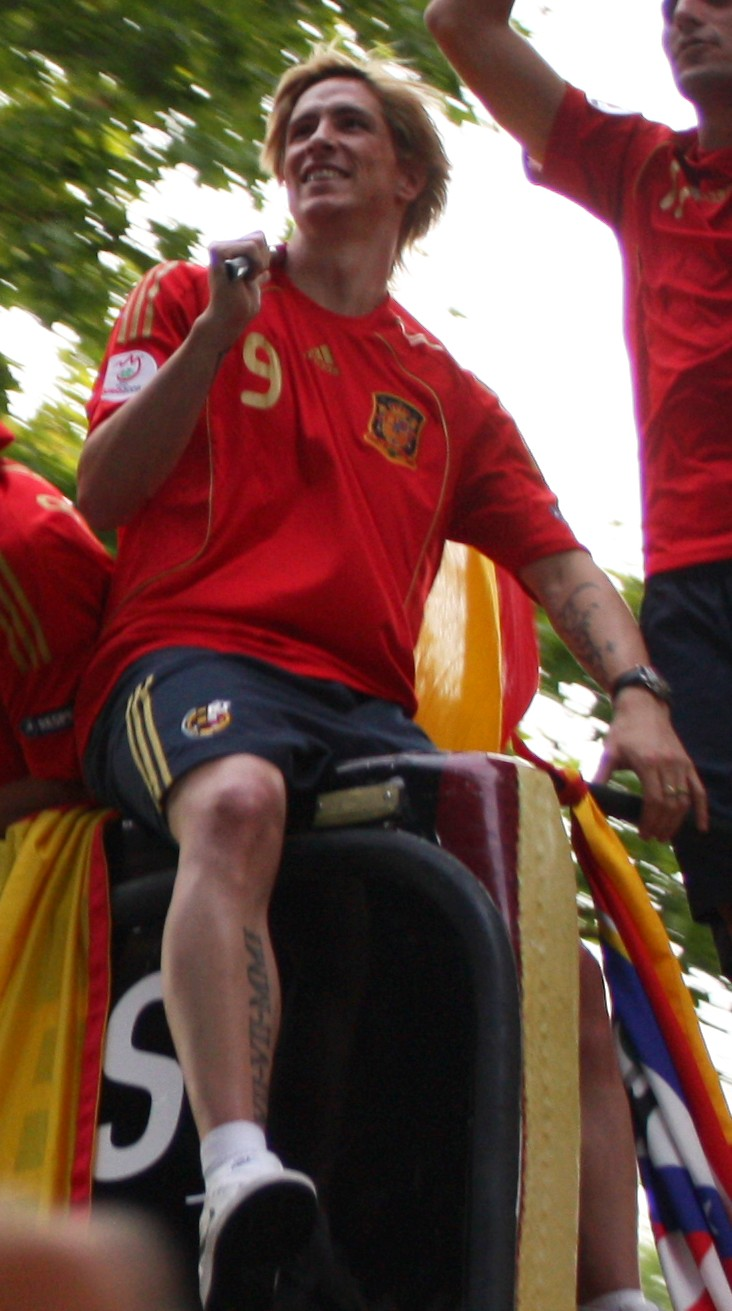
Torres świętuje triumf Hiszpanii na Euro 2008

W lutym 2001 roku z reprezentacją Hiszpanii U-16 zwyciężył w turnieju Algarve. Mając 15 lat zdobył z reprezentacją Młodzieżowe Mistrzostwo Europy do lat 16 strzelając w finale zwycięską bramkę, ponadto zwyciężył w klasyfikacji strzelców oraz wybrany został graczem turnieju. W listopadzie 2001 roku reprezentował Hiszpanię w Młodzieżowych Mistrzostwach Świata U-17, ale zespół nie wyszedł z grupy. W lipcu 2002 roku odniósł z kadrą zwycięstwo w Mistrzostwach Europy U-19, ponownie zdobywając w finale gola na wagę triumfu, kończąc również zawody jako najlepszy strzelec i gracz turnieju.
6 września 2003 zadebiutował w pierwszej reprezentacji w towarzyskim meczu z Portugalią. Pierwszego gola zdobył 28 kwietnia 2004 w spotkaniu z Włochami. Został powołany na Mistrzostwa Europy 2004, na których dwukrotnie wchodził z ławki rezerwowych, a pierwszy występ w podstawowym składzie zaliczył w decydującej o awansie do dalszych gier potyczce z Portugalią, którą Hiszpania przegrała 0:1 i odpadła z turnieju.
W eliminacjach do Mistrzostw Świata 2006 strzelił 7 goli w 11 spotkaniach, dzięki czemu został najlepszym strzelcem Hiszpanii w kwalifikacjach. W swoim pierwszym występie na mistrzostwach świata, zdobył gola wolejem, którym przypieczętował zwycięstwo 4:0 z Ukrainą. W drugim grupowym meczu przeciwko Tunezji, wygranym 3:1, Torres dwukrotnie wpisał się na listę strzelców. Turniej zakończył z trzema bramkami na koncie, będąc ex aequo z Davidem Villą najlepszym strzelcem drużyny. Hiszpan pojechał z reprezentacją na Mistrzostwa Europy 2008, zaliczając w pierwszym meczu z Rosją asystę przy golu Villi. Torres został skrytykowany po tym, jak schodząc z boiska w 55. minucie meczu nie podał ręki selekcjonerowi kadry Luisowi Aragonésowi. Zawodnik zaprzeczał potem jakoby miał być w konflikcie z selekcjonerem, twierdząc, że był zły na samego siebie. Swojego pierwszego gola w turnieju strzelił w następnej potyczce Hiszpanów, zwyciężonej 2:1 ze Szwecją. W wygranym 1:0 finale Torres zdobył zwycięską bramkę i został uznany piłkarzem meczu. Razem z drugim napastnikiem w drużynie, Davidem Villą, znalazł się w jedenastce turnieju.
15 października 2008 w meczu z Belgią, rozegranym w ramach eliminacji do Mistrzostw Świata 2010, Torres doznał kontuzji ścięgna podkolanowego, przez co musiał pauzować przez kilka dni. 28 marca 2009 w spotkaniu z Turcją w eliminacjach do Mistrzostw Świata 2010, rozegrał swój 60 mecz dla drużyny narodowej, stając się tym samym najmłodszym zawodnikiem hiszpańskim, który tego dokonał. W czerwcu otrzymał powołanie na Puchar Konfederacji w RPA. W pierwszym spotkaniu Hiszpanii na turnieju, przeciwko Nowej Zelandii, Torres w przeciągu 17. minut zdobył swojego drugiego w karierze hat-tricka dla kadry; był to również najszybszy hat-trick w historii reprezentacji. W półfinale Hiszpania przegrała ze Stanami Zjednoczonymi 0:2. W meczu o trzecie miejsce, Torres został zmieniony w 57. minucie meczu, a spotkanie zakończyło się zwycięstwem Hiszpanii po dogrywce 3:2.
14 czerwca w meczu z Irlandią na EURO 2012 zdobył 2 bramki, Hiszpanie zwyciężyli 4:0. Wszedł z ławki na boisko w 75. minucie finału tej imprezy – zdobył w niej bramkę na 3:0 w 84. minucie oraz asystował Juanowi Macie przy bramce na 4:0. Dzięki temu został królem strzelców Euro 2012.
W czerwcu 2013 roku został powołany przez Vicente del Bosque na Puchar Konfederacji w Brazylii. W pierwszym meczu turnieju, gdzie Hiszpanie zmierzyli się z mistrzem Ameryki Południowej Urugwajem, Torres nie pojawił się na boisku. W kolejnym meczu, przeciwko Tahiti zdobył 4 bramki, mimo że nie wykorzystał rzutu karnego. Mecz zakończył się wysokim zwycięstwem La Roja 10:0. W następnym meczu Hiszpania zmierzyła się z mistrzem Afryki Nigerią. Torres wszedł na boisko w 60. min, a w 62. min wpisał się na listę strzelców w spotkaniu wygranym 3:0. W półfinale turnieju Hiszpania zmierzyła się z Włochami. Fernando wystąpił od początku spotkania, ale w 94. min został zmieniony przez Javiego Martíneza. Mecz rozstrzygnęły rzuty karne, w których lepsi okazali się Hiszpanie. W finale La Roja zmierzyła się z gospodarzami turnieju Brazylią. Torres po raz kolejny zaczął od początku spotkania, ale w 59. min meczu na placu gry zastąpił go David Villa. Hiszpanie ulegli Canarinhos 0:3. Fernando Torres otrzymał Złotego Buta turnieju kończąc go z pięcioma bramkami na koncie.
Po 11 miesiącach od ostatniego występu w reprezentacji, 30 maja 2014 Torres zdobył bramkę w towarzyskim, przygotowującym do mistrzostw świata w Brazylii meczu z Boliwią. Dzień później otrzymał powołanie do ostatecznego składu na turniej mistrzostw świata. Po występach z ławki w pierwszych dwóch spotkaniach, w trzecim, wygranym 3:0 meczu z Australią zagrał od pierwszej minuty i wpisał się na listę strzelców. Reprezentacja Hiszpanii zajęła trzecie miejsce w grupie, tracąc szanse na awans do fazy pucharowej po drugim, przegranym 0:2 spotkaniu z Chile.

## Styl gry
Torres był nominalnym napastnikiem, mimo iż początkowo grał jako bramkarz.
Hiszpan był szybkim, silnym, dobrze grającym w powietrzu zawodnikiem.

## Kariera trenerska
25 lipca 2021 został trenerem Atlético Madrid Juvenil A (drużyna Atlético do lat 19).

## Życie prywatne
27 maja 2009 Torres poślubił Olallę Domínguez Liste. Ceremonia odbyła się w miejscowości El Escorial na północy Hiszpanii. Oboje znają się od 1992 roku, zaś związani są ze sobą od 2001. 8 lipca 2009 na świat przyszło ich pierwsze dziecko, córka Nora Torres Domínguez. 6 grudnia 2010 kolejne, syn Leo Torres Dominguez. 26 października 2015 urodziło się ich trzecie dziecko, córka Elsa.

### Inne
W 2003 wystąpił w teledysku do piosenki „Ya Nada Volverá A Ser Como Antes” jednego ze swoich ulubionych zespołów, El Canto del Loco, ponadto przyjaźni się z jego wokalistą Danim Martínem. Dwa lata później pojawił się gościnnie w filmie komediowym Torrente 3: El protector. W 2009 wydał swoją autobiografię zatytułowaną El Niño: My Story

## Statystyki

### Klubowe
| Klub                   | Sezon              | Liga  | Liga   | Puchar kraju | Puchar kraju | Puchar ligi | Puchar ligi | Europa | Europa | Inne  | Inne   | Suma  | Suma   |
| Klub                   | Sezon              | Mecze | Bramki | Mecze        | Bramki       | Mecze       | Bramki      | Mecze  | Bramki | Mecze | Bramki | Mecze | Bramki |
| ---------------------- | ------------------ | ----- | ------ | ------------ | ------------ | ----------- | ----------- | ------ | ------ | ----- | ------ | ----- | ------ |
| Atlético Madryt        | 2000/2001          | 4     | 1      | 2            | 0            | –           | –           | –      | –      | –     | –      | 6     | 1      |
| Atlético Madryt        | 2001/2002          | 36    | 6      | 1            | 1            | –           | –           | –      | –      | –     | –      | 37    | 7      |
| Atlético Madryt        | 2002/2003          | 29    | 13     | 3            | 1            | –           | –           | –      | –      | –     | –      | 32    | 14     |
| Atlético Madryt        | 2003/2004          | 35    | 19     | 5            | 2            | –           | –           | –      | –      | –     | –      | 40    | 21     |
| Atlético Madryt        | 2004/2005          | 38    | 16     | 6            | 2            | –           | –           | 5      | 2      | –     | –      | 49    | 20     |
| Atlético Madryt        | 2005/2006          | 36    | 13     | 4            | 0            | –           | –           | –      | –      | –     | –      | 40    | 13     |
| Atlético Madryt        | 2006/2007          | 36    | 14     | 4            | 1            | –           | –           | –      | –      | –     | –      | 40    | 15     |
| Atlético Madryt        | Ogólnie            | 214   | 82     | 25           | 7            | 0           | 0           | 5      | 2      | 0     | 0      | 244   | 91     |
| Liverpool              | 2007/2008          | 33    | 24     | 1            | 0            | 1           | 3           | 11     | 6      | –     | –      | 46    | 33     |
| Liverpool              | 2008/2009          | 24    | 14     | 3            | 1            | 2           | 0           | 9      | 2      | –     | –      | 38    | 17     |
| Liverpool              | 2009/2010          | 22    | 18     | 2            | 0            | 0           | 0           | 8      | 4      | –     | –      | 32    | 22     |
| Liverpool              | 2010/2011          | 23    | 9      | 1            | 0            | 0           | 0           | 2      | 0      | –     | –      | 26    | 9      |
| Liverpool              | Ogólnie            | 102   | 65     | 7            | 1            | 3           | 3           | 30     | 12     | 0     | 0      | 142   | 81     |
| Chelsea                | 2010/2011          | 14    | 1      | –            | –            | –           | –           | 4      | 0      | –     | –      | 18    | 1      |
| Chelsea                | 2011/2012          | 32    | 6      | 6            | 2            | 1           | 0           | 10     | 3      | –     | –      | 49    | 11     |
| Chelsea                | 2012/2013          | 36    | 8      | 5            | 1            | 4           | 2           | 15     | 9      | 4     | 2      | 64    | 22     |
| Chelsea                | 2013/2014          | 28    | 5      | 2            | 0            | 1           | 1           | 9      | 4      | 1     | 1      | 41    | 11     |
| Chelsea                | Ogólnie            | 110   | 20     | 13           | 3            | 6           | 3           | 38     | 16     | 5     | 3      | 172   | 45     |
| A.C. Milan             | 2014/2015          | 10    | 1      | 0            | 0            | 0           | 0           | 0      | 0      | -     | -      | 10    | 1      |
| A.C. Milan             | Ogólnie            | 10    | 1      | 0            | 0            | 0           | 0           | 0      | 0      | 0     | 0      | 10    | 1      |
| Atlético Madryt (wyp.) | 2014/2015          | 19    | 3      | 4            | 3            | –           | –           | 3      | 0      | –     | –      | 26    | 6      |
| Atlético Madryt (wyp.) | 2015/2016          | 30    | 11     | 2            | 0            | –           | –           | 12     | 1      | –     | –      | 44    | 12     |
| Atlético Madryt        | 2016/2017          | 31    | 8      | 5            | 1            | –           | –           | 9      | 1      | –     | –      | 45    | 10     |
| Atlético Madryt        | 2017/2018          | 27    | 5      | 6            | 3            | –           | –           | 5      | 2      | –     | –      | 45    | 10     |
| Atlético Madryt        | Ogólnie            | 107   | 27     | 17           | 7            | 0           | 0           | 36     | 4      | 0     | 0      | 160   | 38     |
| Sagan Tosu             | 2018               | 17    | 3      | 2            | 1            | 0           | 0           | –      | –      | –     | –      | 19    | 4      |
| Sagan Tosu             | 2019               | 18    | 2      | 1            | 1            | 2           | 0           | –      | –      | –     | –      | 21    | 3      |
| Sagan Tosu             | Ogólnie            | 35    | 5      | 3            | 2            | 2           | 0           | 0      | 0      | 0     | 0      | 40    | 7      |
| Ogólnie w karierze     | Ogólnie w karierze | 578   | 200    | 65           | 20           | 11          | 6           | 109    | 34     | 5     | 3      | 768   | 263    |

### Reprezentacyjne
| Reprezentacja | Rok     | Mecze | Bramki |
| ------------- | ------- | ----- | ------ |
| Hiszpania     | 2003    | 3     | 0      |
| Hiszpania     | 2004    | 11    | 1      |
| Hiszpania     | 2005    | 12    | 8      |
| Hiszpania     | 2006    | 13    | 5      |
| Hiszpania     | 2007    | 6     | 1      |
| Hiszpania     | 2008    | 13    | 3      |
| Hiszpania     | 2009    | 13    | 5      |
| Hiszpania     | 2010    | 11    | 3      |
| Hiszpania     | 2011    | 9     | 1      |
| Hiszpania     | 2012    | 10    | 4      |
| Hiszpania     | 2013    | 5     | 5      |
| Hiszpania     | 2014    | 4     | 2      |
| Łącznie       | Łącznie | 110   | 38     |

### Gole w reprezentacji
| Gole w reprezentacji | Gole w reprezentacji | Gole w reprezentacji                                             | Gole w reprezentacji | Gole w reprezentacji | Gole w reprezentacji | Gole w reprezentacji                 |
| #                    | Data                 | Miejsce                                                          | Przeciwnik           | Gol                  | Wynik                | Rozgrywki                            |
| -------------------- | -------------------- | ---------------------------------------------------------------- | -------------------- | -------------------- | -------------------- | ------------------------------------ |
| 1.                   | 28 kwietnia 2004     | Stadio Luigi Ferraris, Genua, Włochy                             | Włochy               | 0:1                  | 1:1                  | Mecz towarzyski                      |
| 2.                   | 10 lutego 2005       | Estadio de los Juegos Mediterráneos, Almería, Hiszpania          | San Marino           | 2:0                  | 5:0                  | Eliminacje do Mistrzostw Świata 2006 |
| 3.                   | 26 marca 2005        | Estadio Helmántico, Salamanka, Hiszpania                         | Chiny                | 1:0                  | 3:0                  | Mecz towarzyski                      |
| 4.5.                 | 10 maja 2005         | Stadion Króla Baudouina I, Bruksela, Belgia                      | Belgia               | 0:10:2               | 0:2                  | Eliminacje do Mistrzostw Świata 2006 |
| 6.7.8.               | 12 października 2005 | Stadio Olimpico, Rzym, Włochy                                    | San Marino           | 0:20:50:6            | 0:6                  | Eliminacje do Mistrzostw Świata 2006 |
| 9.                   | 12 listopada 2005    | Estadio Vicente Calderón, Madryt, Hiszpania                      | Słowacja             | 3:1                  | 5:1                  | Eliminacje do Mistrzostw Świata 2006 |
| 10.                  | 7 czerwca 2006       | Stade de Genève, Genewa, Szwajcaria                              | Chorwacja            | 2:1                  | 2:1                  | Mecz towarzyski                      |
| 11.                  | 14 czerwca 2006      | Zentralstadion, Lipsk, Niemcy                                    | Ukraina              | 4:0                  | 4:0                  | Mistrzostwa Świata 2006              |
| 12.13.               | 19 czerwca 2006      | Mercedes-Benz Arena, Stuttgart, Niemcy                           | Tunezja              | 2:13:1               | 3:1                  | Mistrzostwa Świata 2006              |
| 14.                  | 2 września 2006      | Estadio Nuevo Vivero, Badajoz, Hiszpania                         | Liechtenstein        | 1:0                  | 4:0                  | Eliminacje do Mistrzostw Europy 2008 |
| 15.                  | 12 września 2007     | Estadio Carlos Tartiere, Oviedo, Hiszpania                       | Łotwa                | 2:0                  | 2:0                  | Eliminacje do Mistrzostw Europy 2008 |
| 16.                  | 14 czerwca 2008      | Tivoli Neu, Innsbruck, Austria                                   | Szwecja              | 0:1                  | 1:2                  | Mistrzostwa Europy 2008              |
| 17.                  | 29 czerwca 2008      | Ernst-Happel-Stadion, Wiedeń, Austria                            | Niemcy               | 0:1                  | 0:1                  | Mistrzostwa Europy 2008              |
| 18.                  | 19 listopada 2008    | El Madrigal, Villarreal, Hiszpania                               | Chile                | 2:0                  | 3:0                  | Mecz towarzyski                      |
| 19.                  | 9 czerwca 2009       | Stadion Tofika Bachramowa, Baku, Azerbejdżan                     | Azerbejdżan          | 6:0                  | 6:0                  | Mecz towarzyski                      |
| 20.21.22.            | 14 czerwca 2009      | Royal Bafokeng Stadium, Rustenburg, Republika Południowej Afryki | Nowa Zelandia        | 1:02:03:0            | 5:0                  | Puchar Konfederacji                  |
| 23.                  | 12 sierpnia 2009     | Gradski Stadion Skopje, Skopje, Macedonia                        | Macedonia Północna   | 2:1                  | 2:3                  | Mecz towarzyski                      |
| 24.                  | 8 czerwca 2010       | Nueva Condomina, Murcja, Hiszpania                               | Polska               | 5:0                  | 6:0                  | Mecz towarzyski                      |
| 25.26.               | 3 września 2010      | Rheinpark Stadion, Vaduz, Liechtenstein                          | Liechtenstein        | 0:10:3               | 0:4                  | Eliminacje do UEFA Euro 2012         |
| 27.                  | 4 czerwca 2011       | Gillette Stadium, Foxborough, Stany Zjednoczone                  | Stany Zjednoczone    | 0:4                  | 0:4                  | Mecz towarzyski                      |
| 28.                  | 30 maja 2012         | Stade de Suisse, Berno, Szwajcaria                               | Korea Południowa     | 1:0                  | 4:1                  | Mecz towarzyski                      |
| 29.30.               | 14 czerwca 2012      | PGE Arena, Gdańsk, Polska                                        | Irlandia             | 1:03:0               | 4:0                  | Mistrzostwa Europy 2012              |
| 31.                  | 1 lipca 2012         | Stadion Olimpijski, Kijów, Ukraina                               | Włochy               | 3:0                  | 4:0                  | Mistrzostwa Europy 2012              |
| 32.33.34.35.         | 20 czerwca 2013      | Maracanã, Rio de Janeiro, Brazylia                               | Tahiti               | 1:03:06:09:0         | 10:0                 | Puchar Konfederacji                  |
| 36.                  | 23 czerwca 2013      | Estádio Plácido Aderaldo Castelo, Fortaleza, Brazylia            | Nigeria              | 2:0                  | 3:0                  | Puchar Konfederacji                  |

Ostatnia aktualizacja: 12 stycznia 2014

## Osiągnięcia
Atlético Madryt
- Segunda División: 2002
- Liga Europy UEFA: 2018

Reprezentacja Hiszpanii
- Młodzieżowe Mistrzostwa Europy U-16: 2001
- Młodzieżowe Mistrzostwa Europy U-19: 2002
- Mistrzostwa Świata: 2010
- Mistrzostwa Europy: 2008, 2012

Chelsea FC
- Puchar Anglii: 2012
- Liga Mistrzów UEFA: 2012
- Liga Europy UEFA: 2013

Indywidualne
- Najlepszy strzelec turnieju Nike Cup: 1999
- Najlepszy Młody Piłkarz Europy: 1999
- Najlepszy gracz turnieju Algarve: 2001
- Najlepszy strzelec turnieju Algarve: 2001
- Najlepszy piłkarz Młodzieżowych Mistrzostw Europy U-16: 2001
- Najlepszy strzelec Młodzieżowych Mistrzostw Europy U-16: 2001
- Najlepszy piłkarz Młodzieżowych Mistrzostw Europy U-19: 2003
- Najlepszy strzelec Młodzieżowych Mistrzostw Europy U-19: 2003
- Zawodnik Miesiąca Ligi Angielskiej: luty 2008, wrzesień 2009
- Miejsce w Drużynie Roku Ligi Angielskiej: 2008, 2009
- Piłkarz Roku Liverpoolu: 2008
- Miejsce w Drużynie Turnieju Mistrzostw Europy: 2008
- Miejsce w Drużynie Roku FIFPro: 2008, 2009
- Najlepszy piłkarz Premier League regionu północno-zachodniego: 2008
- Miejsce w Drużynie Roku według UEFA: 2008
- Król strzelców Mistrzostw Europy: 2012
- Król strzelców Pucharu Konfederacji: 2013

Torres ustanowił także kilka rekordów. Był najmłodszym debiutantem oraz najmłodszym kapitanem w historii. Najszybciej zdobył 50 bramek w Premier League (72 występy). W sezonie 2007/2008 strzelił 24 bramki w lidze co uczyniło go najbardziej bramkostrzelnym zagranicznym zawodnikiem w swoim debiutanckim sezonie w Premier League. W dniu 14 marca 2013 stał się pierwszym piłkarzem w historii, który w przeciągu jednego sezonu strzelał bramki w 7 rozgrywkach klubowych (Premier League, FA Cup, Puchar Ligi, Liga Europejska, Liga Mistrzów, Tarcza Wspólnoty oraz Klubowe Mistrzostwa Świata).